# BR-Klasse 50
Die Klasse 50 der British Rail, auch unter dem Namen „Hoover“ bekannt, ist eine Baureihe von Diesellokomotiven mit elektrischer Leistungsübertragung für den schweren Schnellzugdienst, die von 1967 bis 1968 von English Electric bei Vulcan Foundry in England gebaut wurde.

## Entwicklung und Einsatz
Die ab 1958 bei English Electric (EE) gebauten Diesellokomotiven der Class 40 hatten bei einer geringen Leistung von 2000 bhp (1490 kW) eine immense Dienstmasse von 135 Tonnen. Auf der Suche nach einer leichteren Schnellzuglokomotive mit einer hohen Leistung von mindestens 2500 bhp (1860 kW) entstand 1962 bei EE der 107 Tonnen schwere Prototyp DP2 (Development Prototype number 2) mit einer Leistung von 2700 bhp (2010 kW), der eine große Ähnlichkeit zur Class 55 aufwies, aber anstelle der beiden achtzehnzylindrigen Delta-Motoren einen sechzehnzylindrigen V-Motor besaß. Die DP2-Konstruktion wurde jedoch von der British Transport Commission (BTC) abgelehnt, da es keine Erfahrungen mit dem neuen Motor EE 16 CSVT gab und die von Brush Traction entwickelte Class 47 zur Standard-Diesellok werden sollte. Allerdings traten schon nach kurzer Zeit bei zahlreichen Maschinen der Class 47 massive Motorschäden auf, weshalb die Leistung gesenkt werden musste. Die DP2 bewies dagegen, dass sie deutlich zuverlässiger war, als anfangs erwartet.
Im Jahr 1965 stellte der British Railways Board, Nachfolger der BTC, den Bedarf weiterer 50 Fahrzeuge fest und vergab deshalb an EE den Auftrag zur Entwicklung eines neuen Lokomotivtyps. Der Hersteller beabsichtigte den Bau einer Lok mit möglichst großer Ähnlichkeit zum Prototyp DP2, aber der British Railways Board hatte ein eigenes Standard-Führerhaus mit flacher Stirnwand entwickelt und legte auch zum Maschinenraum und der sonstigen Ausstattung konkrete Erwartungen vor. Die unter diesen Vorgaben konstruierte und als Class 50 (anfangs Class 27/3) bezeichnete Baureihe wurde von Oktober 1967 bis Dezember 1968 bei dem bereits durch English Electric übernommenen Hersteller Vulcan Foundry in Newton-le-Willows in 50 Exemplaren gebaut. Die Nummerierung der Fahrzeuge erfolgte von D400 bis D449. Die Maschinen blieben vorerst Eigentum des Unternehmens English Electric und wurden im Rahmen eines Leasing-Vertrags von der British Rail genutzt. Mit dem Auslauf des Vertrags nach zehn Jahren kaufte diese schließlich alle Lokomotiven. Sämtliche Loks waren nach Kriegsschiffen der Royal Navy benannt. Die ersten Fahrzeuge waren zur Auslieferung dunkelgrün mit grauem Dach, roten Pufferträgern und schwarzem Fahrwerk lackiert. Ein breites hellgrünes Band zierte die Seitenwände. An den Stirnseiten hatten die Loks halbhohe gelbe Warnflächen, die später auf die gesamten Stirnwände ausgeweitet wurden. Die grüne Farbgebung wurde noch während der Produktion durch das neue blau-gelbe Farbschema der British Rail ersetzt, sodass viele Fahrzeuge bereits im neuen Blau ausgeliefert wurden. Bei diesem waren Seitenwände und Dach dunkelblau, das Fahrwerk schwarz und die Frontpartien gelb. Später wurde das Dach grau, die gelben Warnflächen wurden auf das ganze Führerhaus ausgedehnt und die Fensterumrandungen schwarz lackiert.
Parallel zur britischen Class 50 baute English Electric 1968 die Reihe 1800 für die portugiesische Staatsbahn, wofür die meisten Baugruppen einfach übernommen wurden. Allerdings hatte die Reihe 1800 keine elektronische, sondern eine konventionelle rein elektrische Steuerung, was die Instandhaltung vereinfachte.
Die insgesamt 50 Maschinen der Klasse 50 waren anfangs hauptsächlich im Schnellzugverkehr auf dem noch nicht elektrifizierten Teil der West Coast Main Line zwischen Crewe und Glasgow im Einsatz. Mit der Elektrifizierung dieser Strecke wurden die Lokomotiven auf die Great Western Main Line zwischen Paddington und Bristol verdrängt, wo sie die wartungsaufwändigen dieselhydraulischen Klassen 35, 42, 43 und 52 ersetzten. Von Oktober 1973 bis September 1974 erhielten alle Maschinen eine neue Nummer zur Aufnahme in das computergestützte Fahrzeugverwaltungssystem TOPS der British Rail. Auf die Baureihennummer 50 folgte die dreistellige Ordnungsnummer. Diese entsprach bei fast allen Fahrzeugen der alten Ordnungsnummer. So wurde zum Beispiel die D401 zur 50 001, die D421 zur 50 021 und die D444 zur 50 044. Lediglich die D400 verlor ihre alte Ordnungsnummer und wurde zur 50 050, da die Computernummerierung nicht mit 000, sondern mit 001 beginnt.
Da die Lokomotiven zunehmend Probleme durch ihre Unzuverlässigkeit bereiteten, wurden sie von 1979 bis 1984 in den Doncaster Works modernisiert. Die alten Luftfilter setzten sich durch das feuchte Seeklima Großbritanniens schnell mit Staub zu und behinderten die vorgesehene Luftzirkulation, sodass sich die ölige Abluft im  Maschinenraum staute und häufig zu Ausfällen der elektrischen Anlagen führte. Mit dem Umbau der Luftfilteranlage entfiel das charakteristische dröhnende Sauggeräusch, das der Class 50 den Spitznamen „Hoover“ (deutsch Staubsauger) eingebracht hatte. Zudem wurde bei der Modernisierung die Elektronik überarbeitet und die Schleuderschutzeinrichtung sowie die Widerstandsbremse ausgebaut. Umgebaute Maschinen lassen sich an einem mittigen Scheinwerfer unterhalb der Frontfenster von der Ursprungsausführung unterscheiden.
Die 50 049 erhielt 1987 modifizierte Drehgestelle der Class 37 mit einer größeren Getriebeuntersetzung, um schwere Güterzüge befördern zu können. Zur Abgrenzung von der Standardausführung wurde sie als 50 149 nummeriert. Aufgrund der recht geringen Reibungsmasse war das Projekt jedoch nicht erfolgreich, denn durch den Ausbau der Schleuderschutzeinrichtung bei der vorhergehenden Modernisierung schleuderte die Lok nun beim Anfahren der schweren Stein- und Kaolinzüge stark. Deshalb wurde sie bereits 1989 wieder auf die alten Drehgestelle zurückgebaut und als 50 049 nummeriert.
Durch die High Speed Trains wurden die Lokomotiven der Class 50 in untergeordnete Dienste verdrängt und verkehrten seitdem vorwiegend von London nach Bristol, Birmingham, Exeter und Hereford. In den mittleren 1980er Jahren wurden die Maschinen in den Depots Old Oak Common (London) und Laira (Plymouth) stationiert. Schließlich wurden die Lokomotiven von 1987 bis 1994 ausgemustert und von 1988 bis 2003 zu großen Teilen verschrottet. Mit 18 Lokomotiven blieben dennoch verhältnismäßig viele Fahrzeuge bei Privatbahnen und in Eisenbahnmuseen erhalten. Die 50 008 der Hanson and Hall Rail Solutions befindet sich sogar seit Juni 2021 wieder im regulären Hauptbahneinsatz.

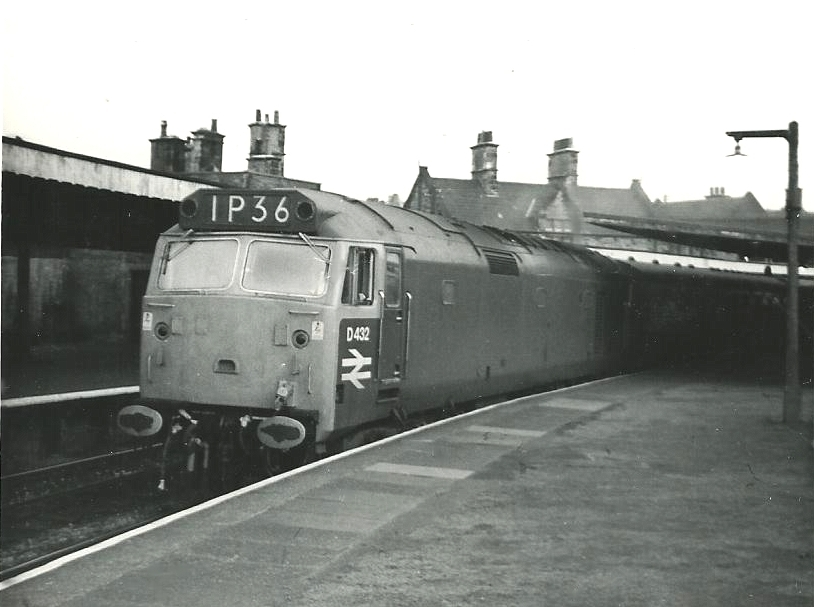
D432 in Carnforth (August 1968)
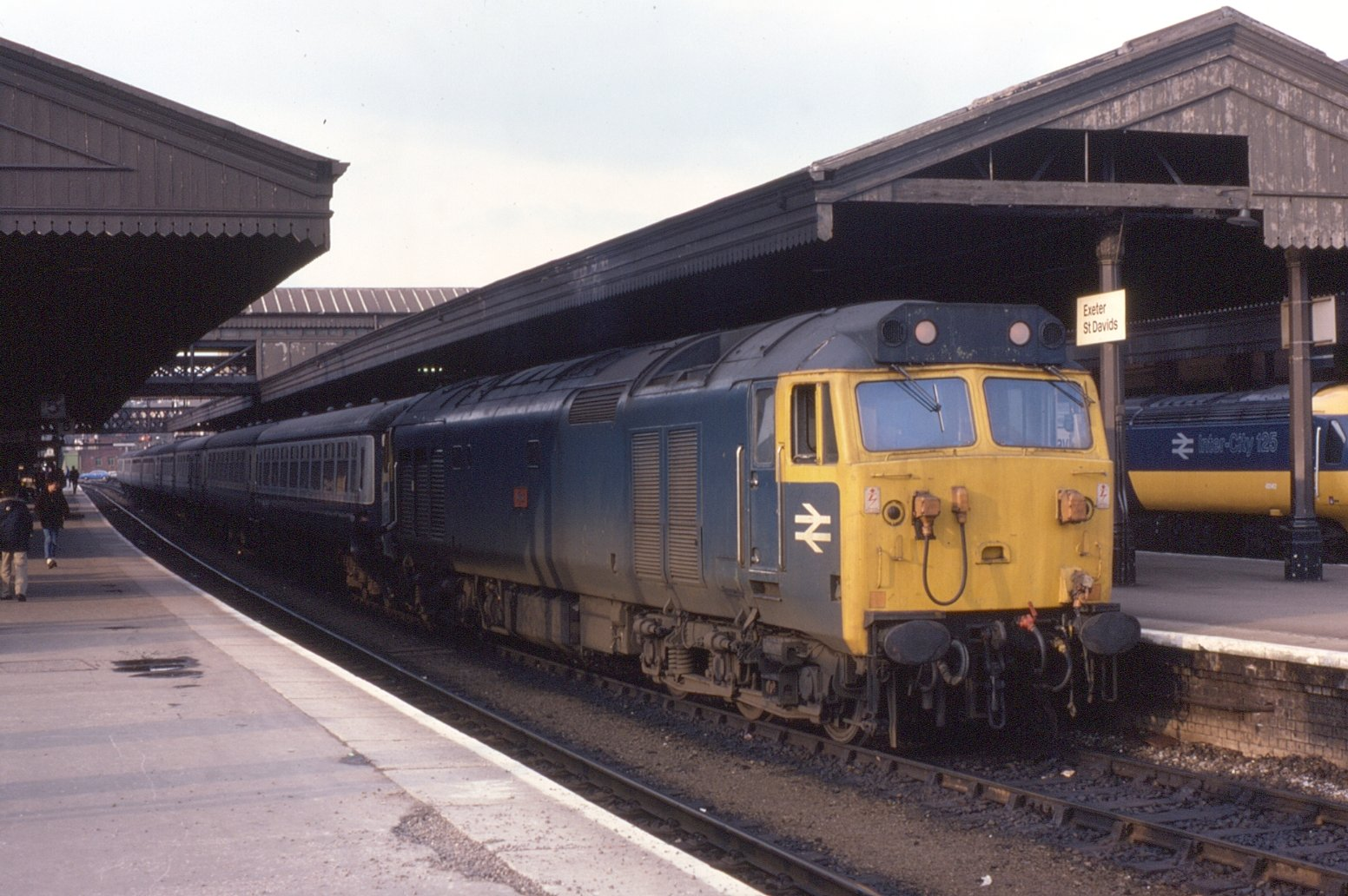
50046 (D446) in Exeter St Davids (März 1982)
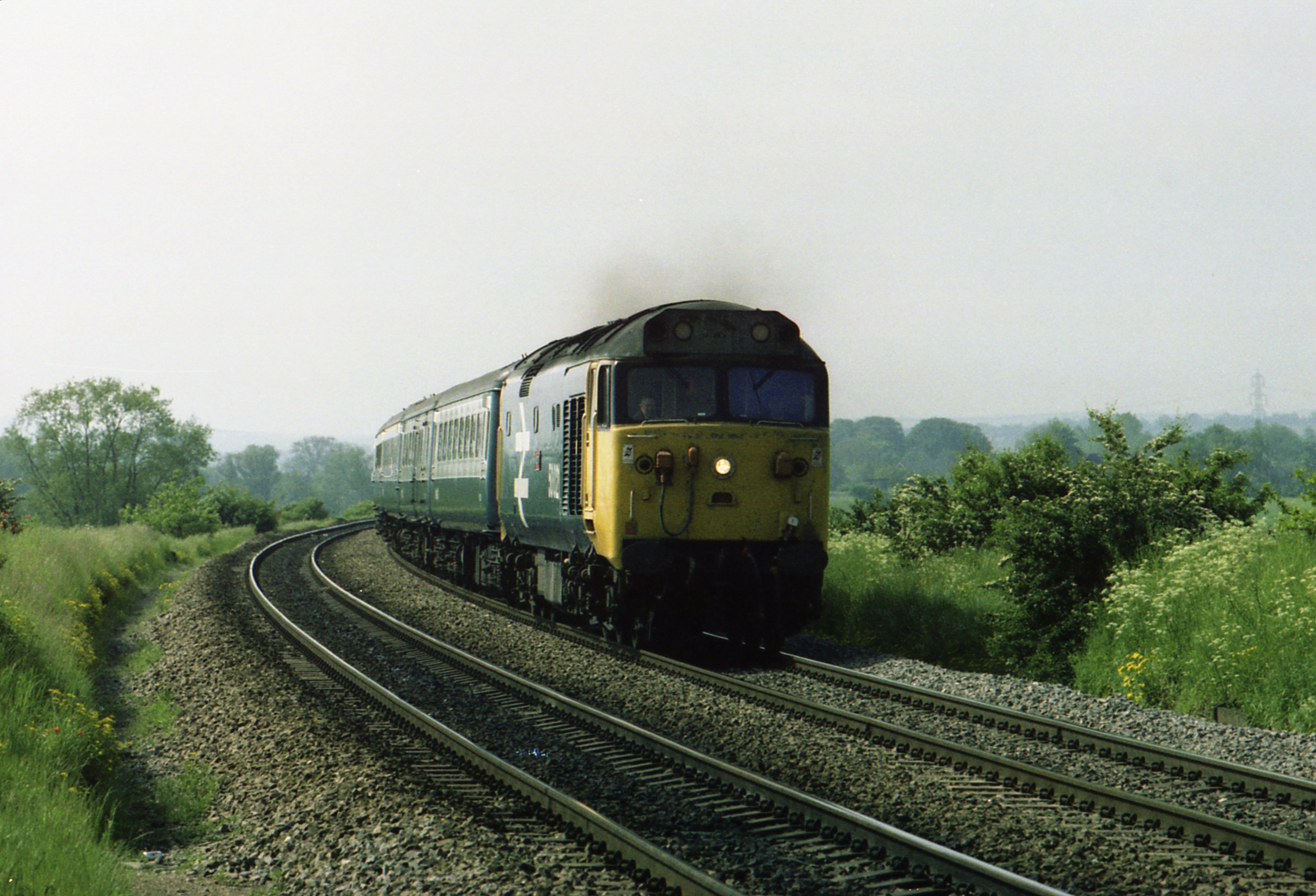
50021 (D421) bei Culham (Juni 1983)
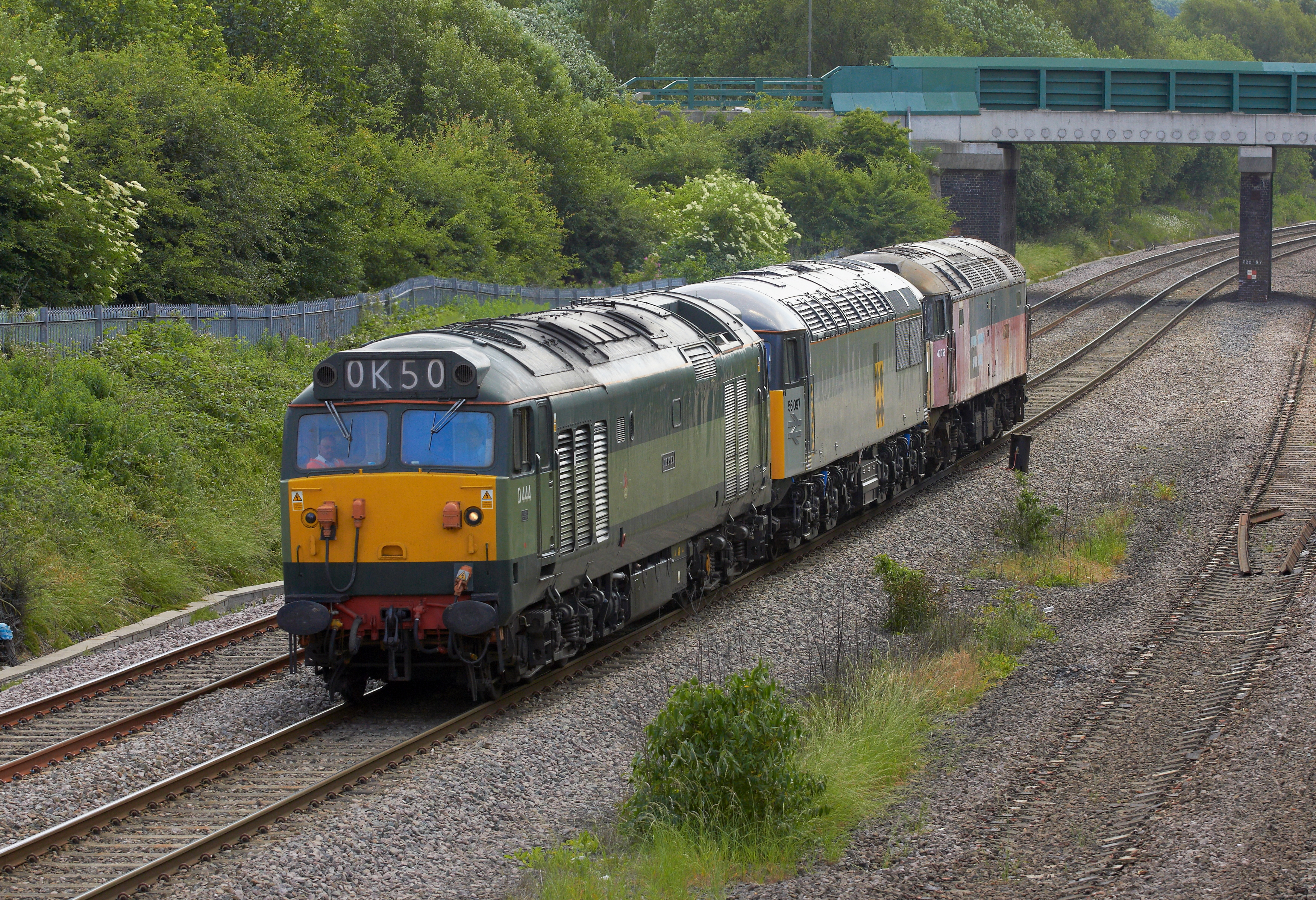
D444 in Clay Cross (Juni 2010)
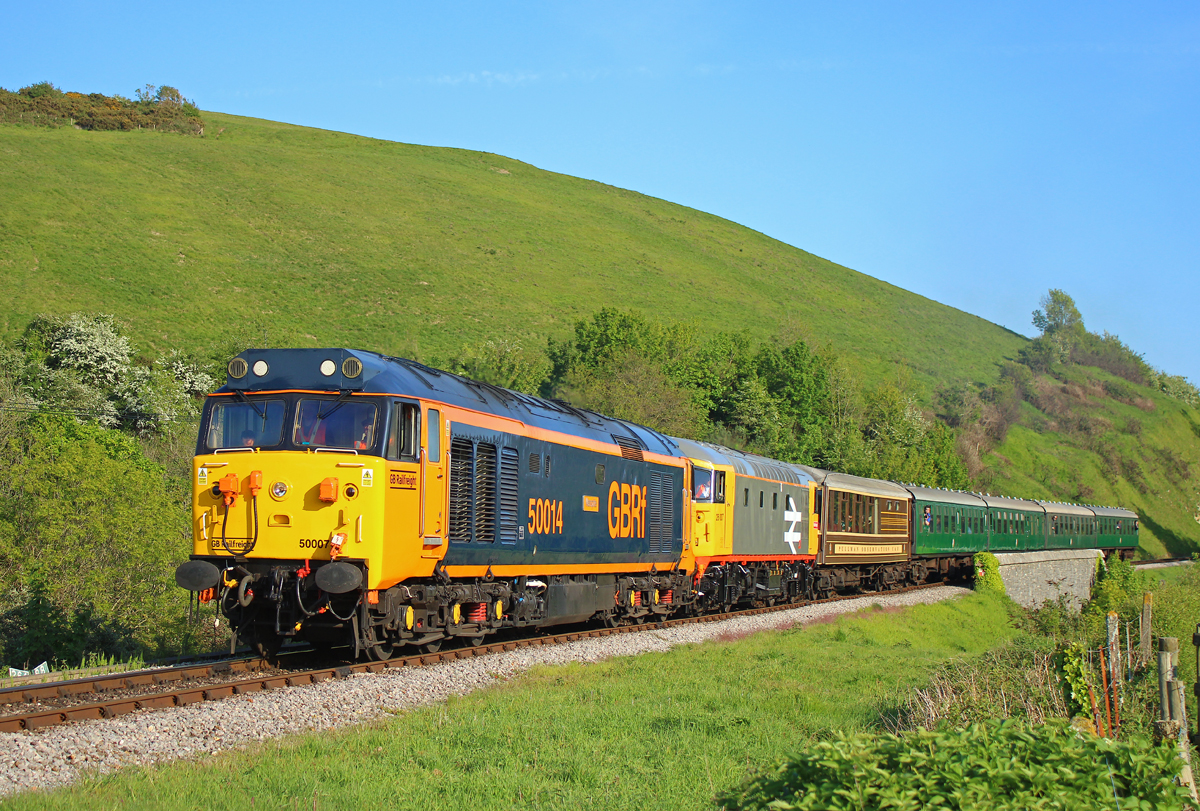
50007 (D407) bei Corfe Castle (Mai 2019)

## Technische Beschreibung

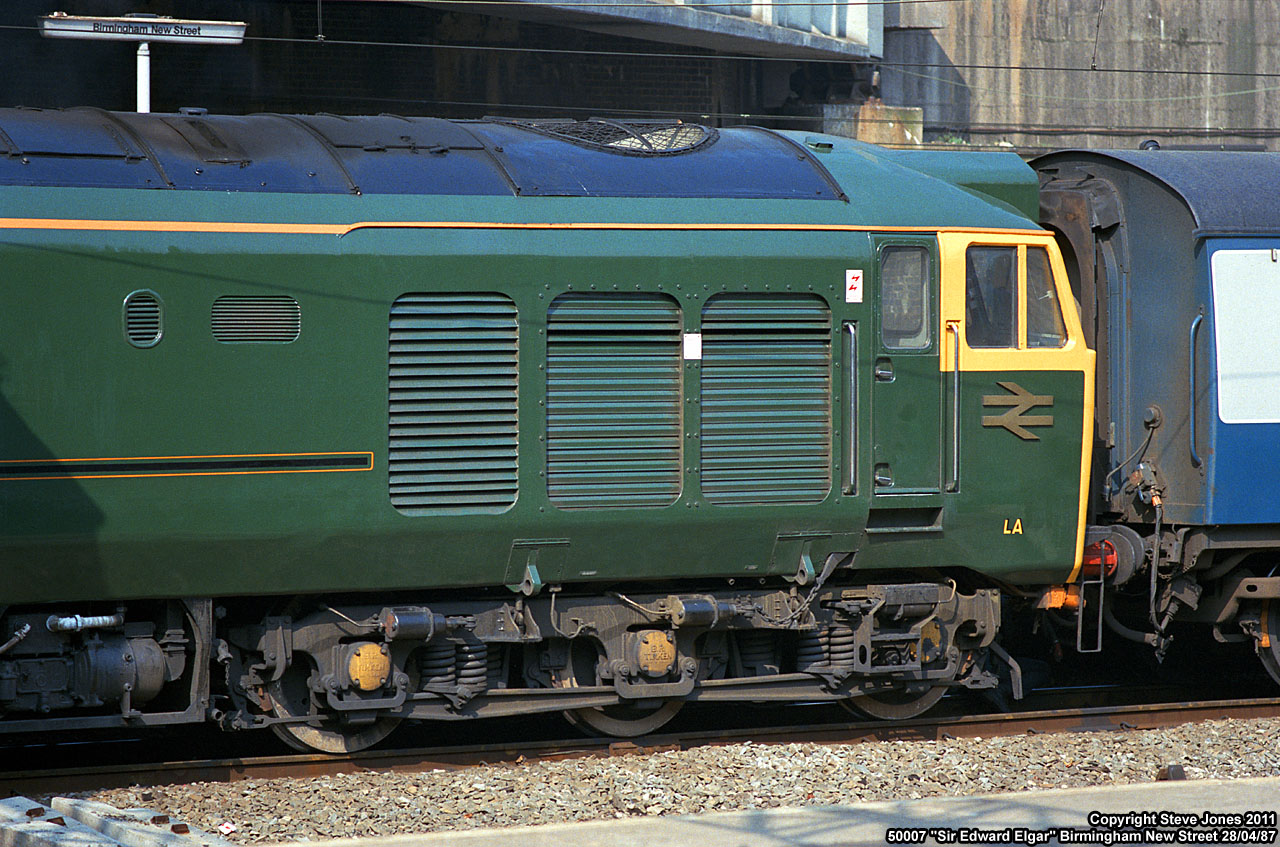
Lokomotivkasten und Drehgestell

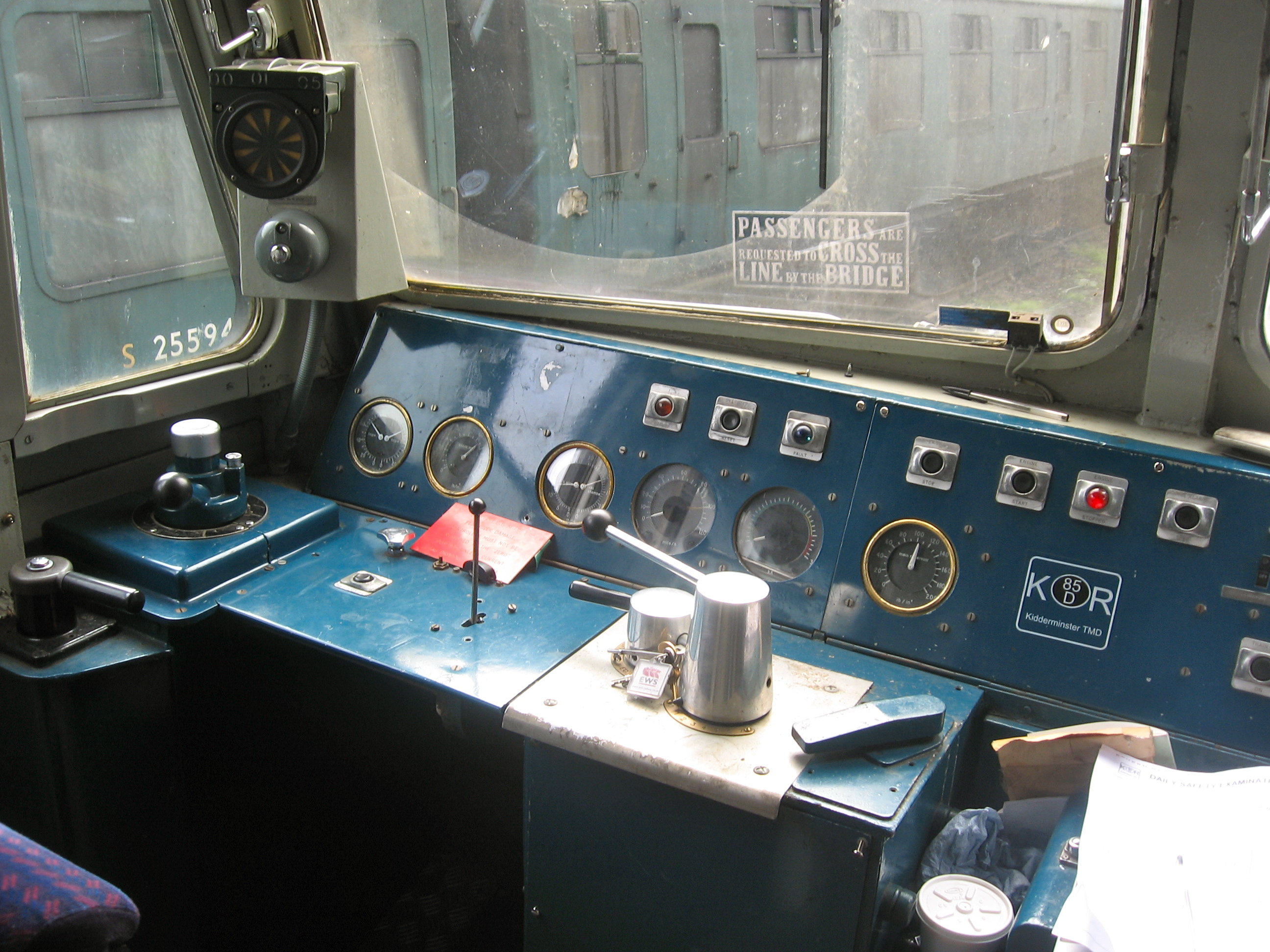
Führerstand der Class 50

Der geschweißte Grundrahmen liegt über Schraubenfedern auf zwei dreiachsigen Drehgestellen auf, die die Antriebs- und Bremskräfte über Drehzapfen auf den Rahmen übertragen. Die Leermasse der Lokomotive liegt bei 112,9 Tonnen, die Dienstmasse bei 116,9 Tonnen. Die Reibungsmasse gleicht der Dienstmasse, da alle Radsätze angetrieben werden. Die mittlere Achslast beträgt 19,5 t, die maximale Achslast 19,9 t. Der Lokomotivkasten hat glatte Blechwände und ist, ähnlich wie bei der Class 37, seitlich an der Unterkante eingewölbt. Ursprünglich befand sich über den Frontfenstern eine Zugidentifikationsanzeige (englisch „headcode box“), die jedoch bei den meisten Maschinen später ausgebaut und durch zwei weiße Lampen ersetzt wurde.
Hinter dem ersten Führerstand befindet sich die Kühlanlage mit einem Kühlerlüfter auf dem Dach. Dahinter folgt die Antriebseinheit, bestehend aus dem Dieselmotor und dem Hauptgenerator. Es folgen die Hilfsbetriebe und am Ende der zweite Führerstand. Unter dem Lokkasten zwischen den Drehgestellen sind der Dieselkraftstofftank mit einem Fassungsvermögen von 4800 Litern, die Batteriekästen und weitere Hilfsbetriebe montiert. Die Class 50 besitzt einen Dieselmotor des Typs English Electric 16 CSVT. Dieser ist ein wassergekühlter Sechzehnzylinder-V-Motor mit zwei Abgasturboladern, arbeitet nach dem Viertaktprinzip und erreicht bei einer Drehzahl von 850 Umdrehungen pro Minute eine Leistung von 2010 kW (2740 PS). Die Zylinder haben einen Innendurchmesser von 254 mm und einen Kolbenhub von 305 mm. Daraus ergibt sich ein Hubraum von 15,4 Litern pro Zylinder und 247,1 Litern des gesamten Motors. Der vom Dieselmotor angetriebene Hauptgenerator des Typs EE 840/4B versorgt die sechs elektrischen Fahrmotoren des Typs EE 538/5A. Der Hilfsgenerator EE 911/5C mit einer Leistung von 70 kW versorgt das Bordnetz für die fahrzeugeigenen Verbraucher wie Pumpen, Lüfter und Lampen. Die elektrische Zugheizung wird vom Heizgenerator EE 915/1B mit einer Leistung von 320 kW bei 850 Volt gespeist.
Das Fahrzeug verfügt über eine indirekt wirkende Druckluftbremse, eine Saugluftbremse, eine elektrische Widerstandsbremse, eine direkt wirkende Druckluft-Zusatzbremse und eine Handbremse. Alle notwendigen Funktionen der Maschine können über die Mehrfachtraktionssteuerung ferngesteuert werden. Die Lokomotiven haben eine Anfahrzugkraft von 220 kN und erreichen eine Höchstgeschwindigkeit von 160 km/h (100 mph).

## Fahrzeugliste
| Originalnummer                                              | TOPS-Nummer   | Indienststellung | Ausmusterung | Verbleib |
| ----------------------------------------------------------- | ------------- | ---------------- | ------------ | --- |
| D400                                                        | 50 050        | 10 / 1967        | 03 / 1994    | erhalten im Nottingham Eastcroft Depot                                                                                               |
| D401                                                        | 50 001        | 12 / 1967        | 04 / 1991    | zerlegt 12 / 2002 |
| D402                                                        | 50 002        | 12 / 1967        | 09 / 1991    | erhalten bei South Devon Railway |
| D403                                                        | 50 003        | 01 / 1968        | 07 / 1991    | zerlegt 04 / 1992 |
| D404                                                        | 50 004        | 12 / 1967        | 06 / 1990    | zerlegt 05 / 1992 |
| D405                                                        | 50 005        | 01 / 1968        | 12 / 1990    | zerlegt 03 / 1991 |
| D406                                                        | 50 006        | 03 / 1968        | 07 / 1987    | zerlegt 03 / 1988 |
| D407                                                        | 50 007        | 03 / 1968        | 03 / 1994    | erhalten bei Severn Valley Railway                                                                                                   |
| D408                                                        | 50 008        | 03 / 1968        | 06 / 1992    | erhalten bei Hanson and Hall Rail Solutions; wieder regulär eingesetzt seit 06 / 2021                                                |
| D409                                                        | 50 009        | 03 / 1968        | 01 / 1991    | zerlegt 03 / 1991 |
| D410                                                        | 50 010        | 02 / 1968        | 09 / 1988    | zerlegt 05 / 1992 |
| D411                                                        | 50 011        | 03 / 1968        | 02 / 1987    | zerlegt 09 / 1992 |
| D412                                                        | 50 012        | 03 / 1968        | 01 / 1989    | zerlegt 07 / 1989 |
| D413                                                        | 50 013        | 03 / 1968        | 03 / 1988    | zerlegt 06 / 1989 |
| D414                                                        | 50 014        | 04 / 1968        | 12 / 1987    | zerlegt 07 / 1989 |
| D415                                                        | 50 015        | 04 / 1968        | 06 / 1992    | erhalten bei East Lancashire Railway                                                                                                 |
| D416                                                        | 50 016        | 04 / 1968        | 07 / 1990    | zerlegt 06 / 1992 |
| D417                                                        | 50 017        | 04 / 1968        | 09 / 1991    | erhalten bei Great Central Railway                                                                                                   |
| D418                                                        | 50 018        | 04 / 1968        | 07 / 1991    | zerlegt 07 / 1992 |
| D419                                                        | 50 019        | 04 / 1968        | 09 / 1990    | erhalten bei Mid-Norfolk Railway |
| D420                                                        | 50 020        | 04 / 1968        | 07 / 1990    | zerlegt 06 / 1992 |
| D421                                                        | 50 021        | 05 / 1968        | 04 / 1990    | erhalten im Besitz Paul Spracklens                                                                                                   |
| D422                                                        | 50 022        | 05 / 1968        | 09 / 1988    | zerlegt 06 / 1989 |
| D423                                                        | 50 023        | 05 / 1968        | 10 / 1990    | zerlegt 04 / 2003 |
| D424                                                        | 50 024        | 05 / 1968        | 02 / 1991    | zerlegt 07 / 1991 |
| D425                                                        | 50 025        | 05 / 1968        | 08 / 1989    | zerlegt 10 / 1989 |
| D426                                                        | 50 026        | 06 / 1968        | 12 / 1990    | erhalten im Besitz Paul Spracklens                                                                                                   |
| D427                                                        | 50 027        | 06 / 1968        | 07 / 1991    | erhalten bei Mid Hants Railway |
| D428                                                        | 50 028        | 06 / 1968        | 02 / 1991    | zerlegt 07 / 1991 |
| D429                                                        | 50 029        | 06 / 1968        | 03 / 1992    | erhalten bei Peak Rail |
| D430                                                        | 50 030        | 06 / 1968        | 04 / 1992    | erhalten bei Peak Rail |
| D431                                                        | 50 031        | 07 / 1968        | 08 / 1991    | erhalten bei Severn Valley Railway                                                                                                   |
| D432                                                        | 50 032        | 07 / 1968        | 10 / 1990    | zerlegt 03 / 1991 |
| D433                                                        | 50 033        | 07 / 1968        | 03 / 1994    | erhalten bei Severn Valley Railway                                                                                                   |
| D434                                                        | 50 034        | 07 / 1968        | 06 / 1990    | zerlegt 03 / 1991 |
| D435                                                        | 50 035        | 09 / 1968        | 08 / 1990    | erhalten bei Severn Valley Railway                                                                                                   |
| D436                                                        | 50 036        | 08 / 1968        | 04 / 1991    | zerlegt 07 / 1992 |
| D437                                                        | 50 037        | 09 / 1968        | 09 / 1991    | zerlegt 12 / 1992 |
| D438                                                        | 50 038        | 09 / 1968        | 09 / 1988    | zerlegt 06 / 1989 |
| D439                                                        | 50 039        | 09 / 1968        | 06 / 1989    | zerlegt 07 / 1991 |
| D440                                                        | 50 040        | 09 / 1968        | 08 / 1990    | zerlegt 07 / 2008 |
| D441                                                        | 50 041        | 10 / 1968        | 04 / 1990    | zerlegt 07 / 1991 |
| D442                                                        | 50 042        | 09 / 1968        | 10 / 1990    | erhalten bei Bodmin and Wenford Railway                                                                                              |
| D443                                                        | 50 043        | 10 / 1968        | 02 / 1991    | zerlegt 01 / 2002 |
| D444                                                        | 50 044        | 10 / 1968        | 01 / 1991    | erhalten bei Severn Valley Railway                                                                                                   |
| D445                                                        | 50 045        | 10 / 1968        | 12 / 1990    | zerlegt 04 / 2000 |
| D446                                                        | 50 046        | 11 / 1968        | 03 / 1992    | zerlegt 06 / 1992 |
| D447                                                        | 50 047        | 11 / 1968        | 04 / 1988    | zerlegt 05 / 1989 |
| D448                                                        | 50 048        | 12 / 1968        | 07 / 1991    | zerlegt 04 / 1992 |
| D449                                                        | 50 049 50 149 | 12 / 1968        | 08 / 1991    | 1987 Änderung der Getriebeübersetzung für Güterzugdienst, nummeriert als 50 149, 1989 rückgebaut; erhalten bei Severn Valley Railway |
| Quelle: blaue Hinterlegung kennzeichnet erhaltene Fahrzeuge |               |                  |              | |